# Marion Chesney
Marion Chesney (Marion McChesney, ur. 10 czerwca 1936 w Glasgow, zm. 30/31 grudnia 2019 w Gloucester) – brytyjska pisarka, autorka licznych romansów wydanych pod własnym nazwiskiem. Pod pseudonimem M. C. Beaton, wydawała powieści kryminalne i powieści sensacyjne, głównie serie Agatha Raisin i Hamish Macbeth. Tworzyła również pod pseudonimami Sarah Chester, Helen Crampton, Ann Fairfax, Marion Gibbons, Jennie Tremaine i Charlotte Ward. Cykl powieści z Agathą Raisin został wydany po polsku nakładem wydawnictwa Edipresse.

## Życiorys
Marion Chesney urodziła się 10 czerwca 1936 w Glasgow w Szkocji, pracowała w księgarni w Glasgow oraz jako krytyk teatralny, reporter gazety i redaktor. Wyszła za mąż za korespondenta Express Middle East Harry'ego Scotta Gibbonsa w 1969 roku; mieli syna, Karola. Para przeniosła się do Cotswolds, gdy ich syn miał iść na uniwersytet, zakładając, że pójdzie do Oksfordu, choć w rzeczywistości tego nie zrobił.
Chesney mieszkał również w USA. W późniejszym życiu dzieliła swój czas między domek w Cotswolds (No.6 Northwick Terrace, Blockley, Moreton w Marsh, Gloucestershire) i Paryż. Zmarła w szpitalu w Gloucester w Anglii 30/31 grudnia 2019 roku, w wieku 83 lat.

## Twórczość

### Jako Ann Fairfax
1. My Dear Duchess (1979)

### Jako Jennie Tremaine
1. Kitty (1979)
2. Lucy (1980)
3. Susie (1981)
4. Sally (1982)

### Jako Marion Chesney

#### The Six Sisters
1. Minerva (1983)
2. The Taming of Annabelle (1983)
3. Deirdre and Desire (1984)
4. Daphne (1984)
5. Diana the Huntress (1985)
6. Frederica in Fashion (1985)

#### A House for the Season Series
1. The Miser of Mayfair (1986)
2. Plain Jane (1986)
3. The Wicked Godmother (1987)
4. Rake’s Progress (1987)
5. The Adventuress (1987)
6. Rainbird’s Revenge (1988)

#### The School For Manners
1. Refining Felicity (1988)
2. Perfecting Fiona (1989)
3. Enlightening Delilah (1989)
4. Finessing Clarissa (1989)
5. Animating Maria (1990)
6. Marrying Harriet (1990)

#### The Travelling Matchmaker
1. Emily Goes to Exeter (1990)
2. Belinda Goes to Bath (1991)
3. Penelope Goes to Portsmouth (1991)
4. Beatrice Goes to Brighton (1991)
5. Deborah Goes to Dover (1992)
6. Yvonne Goes to York (1992)

#### Poor Relation
1. Lady Fortescue Steps Out (1993)
2. Miss Tonks Turns to Crime (1993)
3. Mrs. Budley Falls From Grace (1993)
4. Sir Philip’s Folly (1993)
5. Colonel Sandhurst to the Rescue (1994)
6. Back in Society (1994)
7. Miss Tonks Takes a Risk (1994)

#### The Daughters of Mannerling Series
1. The Banishment (1995)
2. The Intrigue (1995)
3. The Deception (1996)
4. The Folly (1996)
5. The Romance (1997)
6. The Homecoming (1997)

#### Edwardian Mystery
1. Snobbery with Violence (2003)
2. Hasty Death (2004)
3. Sick of Shadows (2005)
4. Our Lady of Pain (2006)

#### Regency Romance
1. Quadrille (1981)
2. The Flirt (1985)
3. At The Sign of the Golden Pineapple (1987)
4. Miss Davenport’s Christmas (1993)

### Jako M. C. Beaton

#### Agatha Raisin
1. Agatha Raisin i ciasto śmierci (1992)
2. Agatha Raisin i wredny weterynarz (1993)
3. Agatha Raisin i zakopana ogrodniczka (1994)
4. Agatha Raisin i zmordowani piechurzy (1995)
5. Agatha Raisin i śmiertelny ślub (1996)
6. Agatha Raisin i koszmarni turyści (1997)
7. Agatha Raisin i krwawe źródło (1998)
8. Agatha Raisin i tajemnice salonu fryzjerskiego (1999)
9. Agatha Raisin i martwa znachorka (1999)
10. Agatha Raisin i przeklęta wieś (2000)
11. Agatha Raisin i miłość z piekła rodem (2001)
12. Agatha Raisin i zemsta topielicy (2002)
13. Agatha Raisin i śmiertelna pokusa (2003)
14. Agatha Raisin i nawiedzony dom (2003)
15. Agatha Raisin i zabójczy taniec (2004)
16. Agatha Raisin i perfekcyjna pani domu (2005)
17. Agatha Raisin i upiorna plaża (2006)
18. Agatha Raisin i mordercze święta (2007)
19. Agatha Raisin i łyżka trucizny (2008)
20. Agatha Raisin i śmierć przed ołtarzem (2009)
21. Agatha Raisin i zwłoki w rabatkach (2010)
22. The Agatha Raisin Companion (2010)
23. Agatha Raisin i mroczny piknik (2011)
24. Agatha Raisin i śmiertelne ukąszenie (2012)
25. Agatha Raisin i śmiertelny dług (2013)
26. Agatha Raisin i krew Anglika (2015)
27. Agatha Raisin i pranie brudów (2015)

#### Hamish Macbeth
1. Śmierć plotkary (1985)
2. Śmierć łajdaka (1987)
3. Śmierć obcego (1988)
4. Śmierć żony idealnej (1989)
5. Śmierć bezwstydnicy (1991)
6. Śmierć snobki (1992)
7. Śmierć żartownisia (1992)
8. Śmierć obżartucha (1993)
9. Śmierć wędrowca (1993)
10. Śmierć uwodziciela (1994)
11. Śmierć zrzędy (1995)
12. Śmierć macho (1996)
13. Śmierć dentysty (1997)
14. Śmierć scenarzysty (1998)
15. Śmierć nałogowca (1999)
16. A Highland Christmas (1999)
17. Śmierć śmieciarza (2001)
18. Śmierć celebrytki (2002)
19. Śmierć osady (2003)
20. Śmierć oszczercy (2004)
21. Śmierć nudziarza (2005)
22. Śmierć marzycielki (2006)
23. Śmierć pokojówki (2007)
24. Śmierć milusińskiej (2008)
25. Śmierć czarownicy (2009)
26. Śmierć walentynki (2010)
27. Śmierć kominiarza (2011)
28. Śmierć zimorodka (2012)
29. Wczorajsza śmierć (2012)
30. Śmierć policjanta (2013)

#### Inne
1. The Skeleton in the Closet (2001)